# Mikolenka
Mikolenka (biał. Міколенка; ros. Николенка, Nikolenka) – wieś na Białorusi, w obwodzie mohylewskim, w rejonie horeckim, w sielsowiecie Lenino. W 2009 roku była opuszczona.